# Bertil Aronsson
Sven Bertil Aronsson, född 21 april 1929 i Östersund, död 13 november 2024, var en svensk metallurg.
Aronsson disputerade 1960 vid Uppsala universitet  och erhöll professors namn 1971. Han blev ledamot av Ingenjörsvetenskapsakademien 1976 och av Vetenskapsakademien 1988.